# باثوس دي بوربين
بلدية باثوس دي بوربين (بالإسبانية: Pazos de Borbén) هي بلدية تقع في مقاطعة بونتيفيدرا التابعة لمنطقة غاليسيا شمال غرب إسبانيا.

## الديموغرافيا
يبلغ عدد سكان بلدية باثوس دي بوربين 3.192 نسمة عام 2011 (وفقاً للمعهد الوطني للإحصاء الإسباني).
| 3.285 | 3.202 | 3.070 | 3.160 | 3.145 | 3.170 | 3.192 |